# Université Joseph-Fourier
L’université Joseph-Fourier (souvent nommée UJF ou, plus anciennement, université Grenoble-I) est une ancienne université en sciences, technologies et santé, dont le siège était sur le domaine universitaire de Grenoble. L'UJF se situait historiquement dans la lignée de la faculté de sciences fondée à Grenoble en 1811, à partir de laquelle elle a été créée en 1970.
Elle formait chaque année plus de 16 000 étudiants dont de nombreux étudiants étrangers. Université impliquée dans la recherche fondamentale comme appliquée, elle bénéficiait de la présence dans le bassin grenoblois de nombreux grands établissements de recherche (CEA, CNRS, Institut polytechnique de Grenoble, ILL, ESRF, IRAM, Laboratoire européen de biologie moléculaire…) formant le premier ensemble scientifique français en dehors de la région parisienne.
Le 11 septembre 2015, le décret de fusion des trois universités grenobloises est signé pour une fusion effective au 1er janvier 2016, créant ainsi la nouvelle entité université Grenoble-Alpes.

## Historique

### Débuts universitaires de Grenoble
L'origine de l’université de Grenoble remonte à 1339 regroupant alors quatre facultés : médecine, arts libéraux (sciences et lettres), droit canon et droit civil. En 1811, Joseph Fourier, mathématicien et préfet de l'Isère installe une faculté des sciences dans la ville. En 1841, création de l'École préparatoire de médecine et de pharmacie. En 1947, fondation de l'association des amis de l'université de Grenoble qui confirme les liens féconds unissant l'université et l'industrie. Avec les années 1950, de grands organismes de recherche s'installent à Grenoble. En 1962, la faculté mixte de médecine et de pharmacie de Grenoble est créée. En 1971, l'université scientifique et médicale de Grenoble 1 est créée et portera le nom de Joseph Fourier à partir de 1987. En 2009, la fondation du PRES Université de Grenoble, future communauté Université Grenoble-Alpes qui regroupe les établissements universitaires de l'académie annonce le regroupement de toutes les universités grenobloises prévu en 2016.

### Historique des présidents
| Identité                            | Période   | Période                   | Durée  |
| Identité                            | Début     | Fin                       | Durée  |
| ----------------------------------- | --------- | ------------------------- | ------ |
| Michel Soutif (1921 - 2016)         | 1971      | 1976                      | 5 ans  |
| Gabriel Cau (d) (1918 - 2015)       | 1976      | 31 décembre 1980          | 4 ans  |
| Jean-Jacques Payan (d) (né en 1935) | mars 1981 | novembre 1981 (démission) | 8 mois |
| Maurice Tanche (d) (1923 - 2010)    | 1982      | 1987                      | 5 ans  |
| Jean-Jacques Payan (d) (né en 1935) | 1987      | 1988 (démission)          | 1 an   |
| Alain Nemoz (d) (1938 - 2019)       | 1989      | 1994                      | 5 ans  |
| Daniel Bloch (né en 1938)           | 1994      | 1997 (démission)          | 3 ans  |
| Claude Feuerstein (d) (né en 1951)  | 1997      | 2002                      | 5 ans  |
| Yannick Vallée (né en 1959)         | 2002      | 2006                      | 4 ans  |
| Farid Ouabdesselam (d) (né en 1950) | 2007      | 2012                      | 5 ans  |
| Patrick Lévy (né en 1954)           | 2012      | 2015                      | 3 ans  |

## Sites d'implantation
L'université Joseph-Fourier est implantée sur 12 sites dans la région Rhône-Alpes. Elle possède la plupart de ses bâtiments sur le principal campus de Grenoble, situé à Saint-Martin d'Hères. Certains bâtiments, cependant, se trouvent proches du centre-ville de Grenoble ou encore à La Tronche sur le site du domaine de la Merci, à proximité du centre hospitalier universitaire Grenoble Alpes (Médecine et Pharmacie). Elle possède aussi un certain nombre d'antennes :
- à Valence : le département UJF-Valence ;
- en Ardèche méridionale: le CERMOSEM ;
- en Haute-Savoie avec l'École de physique des Houches qui organise chaque année de janvier à octobre des sessions de formation en physique à l'intention des doctorants et des chercheurs,
- et depuis 1899 le Jardin botanique du col du Lautaret.

## Composantes
L'université est constituée de différentes composantes : le Département Licence Sciences et Technologies qui gère la Licence du même nom, les U.F.R. qui regroupent les enseignants-chercheurs par spécialité et les écoles doctorales, et l'IUT 1 qui regroupe les 1re et 2e années de DUT.

### Unités de formation et de recherche
- Activités Physiques et Sportives
- Chimie et Biologie
- IM²AG : Informatique, Mathématiques et Mathématiques Appliquées
- Institut de Géographie Alpine (IGA) (Géographie et Aménagement)
- PhITEM (Physique, Ingénierie, Terre, Environnement, Mécanique)
- Médecine
- Pharmacie

### Instituts universitaires
- Institut universitaire de technologie de Grenoble 1 (d)

### Écoles
- Polytech Grenoble
- École supérieure du professorat et de l'éducation

### Écoles doctorales
L'université compte cinq écoles doctorales sous sa tutelle, réunies dans un collège doctoral.

## Formation et recherche

### Enseignement
L'Université prépare à des diplômes de licence, master et doctorat dans le domaine des sciences et technologies, des DUT, des diplômes d'ingénieur, à des diplômes d'État en médecine et à des diplômes d'université. Une partie des Masters est enseignée en anglais, et des parcours internationaux en Licence permettent de bénéficier d'un enseignement bilingue français-anglais et d'une possibilité de mobilité à l'étranger en troisième année.
L'université Joseph-Fourier propose aussi des écoles d'été internationales destinées soit aux doctorants et jeunes chercheurs soit à des étudiants de Licence. Bachelor Summer Program propose des cours de français langue étrangère et des cours scientifiques en anglais.

### Relations internationales
L'Université possède un grand nombre d'accords institutionnels en particulier en Europe dans le cadre du programme Erasmus et avec de nombreuses universités à travers le monde. Elle est membre du réseau Ontario Rhône-Alpes et Trans -Atlantic Science Student Exchange Program, du centre franco-sibérien, du groupe Sgroup European Universities Network et de l'Association des universités européennes. Elle développe des échanges avec de nombreux pays : Singapour (NUS), Chine (par exemple Beihang University), Inde, États-Unis (Boston University, Montana State University, etc.), Brésil, etc. Cela permet aux étudiants de bénéficier d'une expérience internationale et d'accueillir dans nos filières des étudiants d'horizons variés.

### Activité de recherche
La recherche est structurée au sein de quatre pôles de recherche.
- Pôle Terre - Univers - Environnement -Société (TUNES)
- Pôle Chimie, Sciences du vivant et de la santé, Bio ingénierie (CSVSB)
- Pôle Mathématiques, Sciences et technologie de l'information et de la communication (MSTIC)
- Pôle Sciences de la matière et ingénierie (SMING)

#### Centre spatial universitaire de Grenoble
Grenoble a une longue tradition en matière de recherche spatiale ainsi qu'à la compréhension et l'observation de notre univers en possédant des laboratoires comme l'institut de radioastronomie millimétrique, l'institut de planétologie et d'astrophysique, le laboratoire de physique subatomique et de cosmologie, l'Institut Néel mais aussi dans une moindre mesure l'institut des sciences de la Terre. Ainsi en septembre 2015, l'université Joseph-Fourier en collaboration avec Grenoble École de management met en place un centre spatial universitaire qui doit permettre aux étudiants de s’impliquer dans la construction de microsatellites.

#### Scientométrie
Le classement mondial des universités 2012 positionne l'UJF parmi les six premières universités scientifiques de France, parmi les 80 premières universités européennes, et parmi les 150 premières universités mondiales.
En 2012, l'Université Joseph Fourier entre dans le classement du Times Higher Education : elle y occupe la 180e place et en 2013, elle occupe la 155e place de ce classement.
À l'autre classement mondial : "QS Ranking" , elle est dans les 250 premières universités.

### CERMOSEM
Le CERMOSEM est une antenne à part entière de l'Université Joseph-Fourier située en Ardèche, sur le site du Pradel - Domaine Olivier de Serres. Cette antenne de l'Université de Grenoble a ouvert ses portes en octobre 1994 dans le cadre d’un partenariat entre le Conseil général de l’Ardèche, l’EPLEA d’Aubenas (ministère de l’Agriculture), la Région Rhône-Alpes, le rectorat de l’Académie de Grenoble et l’université. Le CERMOSEM développe des activités de formation (en lien avec l'Institut de Géographie Alpine) et de recherche (en tant qu’antenne du laboratoire PACTE-Territoire - UMR 5194 CNRS-IEPG-UJF-UPMF). En forte adéquation avec les caractéristiques et les demandes des territoires sud-rhônalpins, cette plate-forme de développement territorial s'ouvre aux activités interrégionales (Massif central, Grand Sud-Est, Languedoc-Roussillon et Midi-Pyrénées) et internationales (pourtour méditerranéen, Afrique sub-saharienne, Amérique du Sud, etc.).

## Vie étudiante
La vie étudiante de l'université est riche via les différentes associations chargées de l'animation estudiantine, associations par discipline, par centre d'intérêt, à but spécifique (musique, chant, danse, étudiants de nationalité étrangère, etc.). De plus, l'université a mis en place de nombreux dispositifs pour soutenir les étudiants dans leurs projets : sportifs et artistes de haut niveau, étudiants en difficulté académique, étudiants parents d'enfants en bas âge, étudiants salariés, etc.

Le dispositif sportif de haut niveau a permis à de nombreux étudiants de vivre pleinement leurs ambitions sportives et professionnelles. On notera en particulier les médailles aux jeux olympiques des étudiantes/étudiants : Marie Dorin-Habert en 2010 (deux médailles) à Vancouver et Maurice Manificat et Pierre Vaultier (médaille d'or) en 2014 à Sotchi.
Le campus de Grenoble permet à chacun, étudiants et personnel, de bénéficier d'un environnement de travail de grande qualité.

### Évolution démographique
Évolution démographique de la population universitaire 

| 1996   | 1997   | 1998   | 1999   | 2000   | 2001   | 2002   | 2003   |
| ------ | ------ | ------ | ------ | ------ | ------ | ------ | ------ |
| 18 415 | 18 317 | 17 983 | 17 449 | 17 471 | 17 128 | 17 256 | 17 713 |

| 2004   | 2005   | 2006   | 2007   | 2008   | 2009   | 2010   | 2011   |
| ------ | ------ | ------ | ------ | ------ | ------ | ------ | ------ |
| 17 532 | 17 548 | 16 865 | 16 723 | 16 221 | 16 710 | 15 345 | 15 172 |

| 2012   | 2013   | 2014   | 2015   | - | - | - | - |
| ------ | ------ | ------ | ------ | - | - | - | - |
| 15 393 | 16 682 | 19 600 | 19 600 | - | - | - | - |

## Personnalités liées à l'université
Parmi les anciens étudiants célèbres de l'université Joseph Fourier, Grenoble-I :
- Alim-Louis Benabid, Breakthrough prize, catégorie "sciences de la vie" (2015)
- Daniel Bloch, recteur d'Académie et directeur des enseignements supérieurs
- Yves Bréchet, sciences des matériaux
- Rajaâ Cherkaoui El Moursli, physicienne, membre de l’Académie Hassan II des Sciences et Techniques, prix 2015 de la Fondation L’Oréal - UNESCO pour les femmes et la science pour l’Afrique et les États arabes.
- Patrick Cousot, informaticien
- Charles Elachi, directeur du Jet Propulsion Laboratory de la NASA
- Catherine Picart, biophysicienne, chercheuse au Laboratoire des matériaux et du génie physique (LMGP).
- Vera Lúcia de Miranda Guarda, doctorat en sciences pharmaceutiques, présidente de la chaire UNESCO pour l'éducation, la science et la culture sur l'eau, les femmes et le développement au Brésil.
- Olivier Véran, ministre de la Santé français

## Logotypes

Logo avant 2011.
Logo à partir de 2011.

## Sources